# Alej
L'Alej (in russo  Алей?) è un fiume della Russia siberiana meridionale, affluente di sinistra dell'Ob'. Scorre nei rajon Tret'jakovskij, Loktevskij, Rubcovskij, Pospelichinskij, Šipunovskij, Alejskij, Topčichinskij e Kalmanskij del Territorio dell'Altaj.

## Descrizione
L'Alej ha origine negli Altaj occidentali dalla confluenza dei fiumi Vostočnyj Alej e Buločnyj Alej. Quest'ultimo nasce e scorre per i suoi primi 5 km nel territorio del Kazakistan. Il fiume ha una lunghezza di 828 km, 858 km se calcolato assieme al Vostočnyj Alej'; il suo bacino è di 21 100. La sua portata media, a 46 km dalla foce all'altezza dell'insediamento di Chabazino, è di 33,98 m³/s.
Il fiume mantiene dapprima una direzione nord-occidentale, poi piega decisamente verso nord-est. Scorre per lo più sull'altopiano Priobskoe (Приобское плато) percorrendo i margini sudorientali della steppa di Kulunda. Per un tratto il suo corso è parallelo a quello del Čaryš; sfocia nell'Ob' alcune decine di chilometri a monte di Barnaul.
Nella parte superiore del fiume si trova il bacino idrico di Gilëvskoe (Гилёвское водохранилище) e, vicino alla città di Rubcovsk, quello di Skljuichinskoe (Склюихинское водохранилище). Il principale affluente dell'Alej è la Poperečnaja (da destra). I fenomeni di ghiaccio sul fiume durano da ottobre ad aprile. In alcuni punti, in inverno, il fiume a volte si congela.
Lungo il suo corso si trovano le città di Rubcovsk e Alejsk, nonché i villaggi di Staroalejskoe, Lokot', Gilëvo, Pospelicha e Šipunovo.